# Верблюжка (село)
Верблю́жка (1980—1985 гг. — Погребняково) — село в Новгородковской поселковой общине Кропивницкого района Кировоградской области Украины. Новое наименование Верблюжка получило от протекающей на её территории реки Верблюжки.

## История
В 1754—1759 и 1761—1764 годах село входило в состав Новослободского казацкого полка.
Село Верблюжка — волостное село Верблюжской волости Александрийского уезда Херсонской губернии.
В августе 1918 года Н. А. Григорьев по заданию Украинского национального союза — центра легальной оппозиции правительству гетмана П. Скоропадского приехал в херсонское село Верблюжка (Верблюжки) с целью организовать массовое восстание против правительства гетмана и германо-австрийских оккупантов. Григорьев создал и возглавил повстанческий отряд из 175 крестьян-бедняков и развернул партизанскую войну, которая со временем вышла за рамки локальной.
В 1919 году в составе 1-й бригады 1-й Заднепровской Украинской советской дивизии (21.02—15.04.1919), а затем 6-й Украинской советской дивизии (15.04._…—1919) был 1-й Верблюжский полк.
С 1980 по 1985 годы носило название Погребняково в честь Погребняка П. Л. украинского советского партийного деятеля.
До 2020 года входило в Новгородковский район